# Mookie Blaylock 1991 United States Tour
Mookie Blaylock 1991 United States Tour – debiutancka trasa koncertowa zespołu Pearl Jam z 1991 roku. Trwała od 7 do 29 lutego i obejmowała dziesięć koncertów w Stanach Zjednoczonych. Zespół występował jako support przed grupą Alice in Chains, w ramach trasy Facelift Tour.

## Program koncertów
1. „Alive”
2. „Alone”
3. „Breathe”
4. „Brother”
5. „Deep”
6. „Even Flow”
7. „Garden”
8. „Once”
9. „Porch”
10. „Release”
11. „Wash”
12. „Why Go"

## Lista koncertów
1. 1 lutego 1991 – Seattle, Waszyngton – Off Ramp Café
2. 7 lutego 1991 – Los Angeles – Florentine Gardens
3. 8 lutego 1991 – Long Beach, Kalifornia - Green Jellö
4. 10 lutego 1991 – San Diego, Kalifornia - The Bacchanal
5. 11 lutego 1991 – Hollywood, Kalifornia - Club With No Name
6. 13 lutego 1991 – San Diego, Kalifornia - Winter’s
7. 15 lutego 1991 – San Francisco, Kalifornia - I-Beam
8. 16 lutego 1991 – Sacramento, Kalifornia - Cattle Club
9. 20 lutego 1991 – Portland, Oregon – Melody Ballroom
10. 22 lutego 1991 – Seattle, Waszyngton - Off Ramp Café

## Muzycy
- Eddie Vedder – wokal prowadzący
- Mike McReady – gitara prowadząca
- Stone Gossard – gitara rytmiczna
- Jeff Ament – gitara basowa
- Dave Krusen – perkusja